# Teories de la conspiració de l'assassinat de Robert F. Kennedy
Les teories de la conspiració de l'assassinat de Robert F. Kennedy, senador americà assassinat el 5 de juny de 1968, relaten les teories menys acceptades sobre com es va produir el tiroteig a l'Ambassador Hotel a Los Angeles, Califòrnia. La teoria principal, i la més acceptada, és que fou el palestí Sirhan Sirhan qui disparà a Kennedy. D'altres teories, però, consideren la possibilitat que hi hagués un segon atacant, que s'hi hagués implicat la CIA o que haguessin intervingut d'altres persones.

## Implicació de l'Agència Central d'Intel·ligència (CIA)
El novembre de 2006, el programa de la televisió britànica BBC Newsnight, presentat per la cineasta especialitzada en documentals Shane O'Sullivan, presentà la hipòtesi que uns quants agents de la CIA estaven presents a l'Ambassador Hotel la nit de l'assassinat. Tres homes, els quals apareixen en el material gràfic i fotogràfic de l'escena, són identificats per anteriors col·legues i socis, així com per antics oficials de l'agència que havien treballat amb ells l'any 1963 a JMWAVE, la principal seu de la CIA en lluita contra el castrisme a Cuba. Concretament, són el cap d'operacions marítimes David Sánchez Morales i el cap de les operacions de guerra psicològica George Joannides.
El programa presenta una entrevista amb qui havia estat advocat de Morales, Robert Walton, que assegura que l'antic comandament militar havia afirmat que «era a Dallas quan vam matar el fill de puta i era a Los Angeles quan acabaren amb el pobre bastard». O'Sullivan informà que la CIA havia declinat l'oferiment fet per part del programa de fer cap comentari sobre els oficials en qüestió. En el programa també es posa de manifest l'animadversió de Morales cap a la família Kennedy, conseqüència de l'atac fallit de Bahía de Cochinos.
La repercussió del documental anà més enllà, i O'Sullivan arribà a produir un altre documental titulat RFK Must Die. El film posa en dubte la seva pròpia teoria conspirativa i mostra que l'home prèviament identificat com Gordon Campbell podria haver estat Michael D. Roman, un empleat de l'empresa Bulova Watch Company ja mort que es trobava a l'Ambassador Hoten en una convenció de la seva empresa.

## Segon atacant
La localització de les ferides en el cos de Kennedy suggereixen que el seu agressor disparà des d'una posició situada just al darrere d'ell. Tot i així, alguns testimonis asseguren que Sirhan es trobava orientat cap a la dreta, mentre que Kennedy es traslladava cap a l'esquerra. A partir d'aquesta afirmació es construeixen diferents hipòtesis que consideren la possibilitat que una segona persona hagués estat involucrada en el tiroteig. Alguns investigadors de la matèria manifesten que el tret fatal impactà just darrere l'orella dreta de Kennedy i que aquest hauria estat disparat a una distància d'aproximadament una polzada. Uns altres testimonis, tanmateix, asseguren que mentre Sirhan s'acostava, Kennedy estava girant cap a la seva esquerra donant la mà mirant endavant i, per tant, exposant el seu costat dret. L'any 2008, un dels testimonis oculars dels fets, John Pilger, afirmà la seva creença que hi va hager un segon atacant. Durant una revisió del cas l'any 1975, les Corts Superiors de Los Angeles demanaren la participació d'un grup forense expert en balística per tal que avalués la possibilitat que hi hagués hagut la intervenció d'una segona arma en l'atac. La conclusió de l'estudi fou que hi ha poquíssimes proves que permetin avalar la possibilitat que una altra arma de foc s'hagués vist involucrada en l'assassinat.
L'any 2007, hi hagué noves dades a favor d'aquesta possibilitat: es va fer una anàlisi de l'enregistrament sonor del tiroteig (fet pel periodista Stanislaw Pruszynski) en el qual s'aprecia, segons paraules de l'expert forense Philip Van Praag, com s'efectuaren tretze trets, tot i que la pistola de Sirhan tenia capacitat només per a vuit projectils. Van Praag també assegura que en l'enregistrament es pot observar com a mínim en dues ocasions que el cronometratge entre trets és tan curt que físicament és impossible que es tractés d'una sola arma. La presència de més de vuit trets a la cinta ha estat corroborada pels especialistes d'àudio forenses Wes Dooley i Paul Pegas de l'empresa Audio Engineering Associates amb seu a Pasadena, Califòrnia; per l'expert en balística Eddy B. Brixen, de Copenhaguen (Dinamarca); així com per l'especialista d'àudio Phil Spencer Whitehead, del Georgia Institute of Technology d'Atlanta (l'estat de Geòrgia, EUA). Altres experts acústics, tanmateix, manifesten que només es poden escoltar fins a 8 trets.

## Guardaespatlles
Thane Eugene César, guardaespatlles de Kennedy, ha estat el més citat com a probable candidat com a segon tirador en l'assassinat de Kennedy. César havia estat contractat per a protegir el senador a l'Ambassador Hotel. Quan fou interrogat, César admeté que va treure una pistola al lloc dels fets, però sempre insistí que l'arma era una Rohm del calibre 38, no una del 22. També afirmà que va caure després del primer tret i que, per tant, no va tenir l'oportunitat de disparar. La policia de Los Angeles, que interrogà César poc després del tiroteig, no el considerà sospitós i no li va requerir l'arma. César admeté també davant la policia que tenia una arma del calibre 22 i la mostrà als comandaments. En un segon interrogatori a César tres anys més tard, però, el guardaespatlles assegurà que l'havia venuda. Diverses comprovacions demostren que la compravenda havia estat feta tres mesos després de l'assassinat de Kennedy, malgrat l'afirmació de César que aquesta havia estat venuda abans de l'assassinat, contradient-se a si mateix. Anys més tard, César es presentà a un examen de polígraf, en el qual negà qualsevol implicació en la mort de Kennedy; superà la prova amb escreix.

## Noia del vestit clapejat
Sandy Serrano, membre de l'equip de campanya del senador, va testificar que havia vist a l'escena del crim una noia que portava un vestit clapejat; anava acompanyada d'un home i cridà «li hem disparat! Nosaltres li hem disparat». Quan es va preguntar a la noia a qui es referia, Serrano informà que assegurava que els trets s'havien dirigit al senador Kennedy. Un altre testimoni, Evan Freed, també va veure la noia del vestit clapejat. Segons els especialistes de les teories alternatives del cas, aquesta noia havia estat vista junt a Sirhan durant tota la nit. De totes maneres, Serrano sembla que admeté en diferents ocasions que la història no era certa, tot i que després es tornà a reafirmar sobre el mateix.

## Candidat manxú
La hipòtesi del candidat manxú (el nom ve del llibre de Richard Condon The Manchurian Candidate) diu que Sirhan estava psicològicament programat per persones i que no estava al càrrec dels seus actes quan va cometre el crim. Aquesta teoria fou recolzada pel psicòleg i expert en hipnosi Eduard Simson-Kallas a la presó de San Quentin després d'haver passat 35 hores treballant amb Sirhan el 1969.